# Тютрин, Арыйан Иннокентьевич
Арыйан Иннокентьевич Тютрин (род. 23 ноября 1994, Якутск) — белорусский и российский борец вольного стиля, бронзовый призёр чемпионата мира 2021 года, бронзовый призёр чемпионата Европы 2025 года, неоднократный призёр чемпионатов России, мастер спорта России международного класса. Выступает в легчайшей весовой категории (до 57 кг). Тренируется под руководством И. И. Дмитриева. Живёт в Минске. Представляет клуб ЦСКА (Якутск).

## Спортивная биография
В 2021 году на чемпионате мира, который проходил в октябре в норвежской столице, в составе белорусской сборной стал бронзовым призёром в весовой категории до 57 кг. В четвертьфинале уступил иранскому борцу Алирезе Сарлаку.
В апреле 2024 года на Европейском квалификационном турнире в Баку ему удалось завоевать лицензию на летние Олимпийские игры 2024 в весовой категории до 57 кг.
В апреле 2025 года на чемпионате Европы в Братиславе в весовой категории до 57 кг завоевал бронзовую медаль. В схватке за третье место одолел соперника из Германии Никласа Штечеле.

## Спортивные результаты
- Первенство России по вольной борьбе 2013 — ;
- Первенство Европы по вольной борьбе 2013 — ;
- Чемпионат России по вольной борьбе 2014 — ;
- Чемпионат России по вольной борьбе 2016 — ;
- Чемпионат России по вольной борьбе 2018 — ;
- Чемпионат мира по борьбе 2021 — .
- Чемпионат Беларуси по борьбе 2023 — ;